# 7636 Comba
7636 Comba este un asteroid din centura principală de asteroizi.

## Descriere
7636 Comba este un asteroid din centura principală de asteroizi. A fost descoperit pe 5 februarie 1984 la Stația Anderson Mesa de Edward L. G. Bowell. El prezintă o orbită caracterizată de o semiaxă mare de 2,60 ua, o excentricitate de 0,08 și o înclinație de 9,8° în raport cu ecliptica.